# Теиш (Дамбовица)
Теиш (рум. Teiș) насеље је у Румунији у округу Дамбовица у општини Шотанга. Oпштина се налази на надморској висини од 327 m.

## Становништво
Према подацима из 2002. године у насељу је живело 2411 становника, од којих су сви румунске националности.